# Charles Bloch
Charles Bloch (geboren 19. Mai 1921 in Berlin; gestorben 14. Juni 1987 in Paris) war ein israelisch-französischer Historiker.

## Leben
Charles Bloch war ein Sohn des aus Königsberg stammenden Geschäftsführers und Sozialdemokraten Alexander Bloch (1877–1954) und der Heidelbergerin Olga Oswald (1888–1941). Bloch besuchte zunächst das humanistische Gymnasium Steglitz.  Nach der Machtübergabe an die Nationalsozialisten 1933 verließ seine Familie Deutschland und emigrierte über Frankreich nach Palästina. Dort studierte er von 1939 bis 1944 an der Hebräischen Universität Jerusalem, wo er das Magisterexamen ablegte. 1946 ging er zur Aufnahme eines Erweiterungsstudiums an die Sorbonne in Paris, dem er sich bis 1948 am Institut d’Études Politiques widmete. 1954 legte Bloch dort eine von Pierre Renouvin betreute Dissertation über die französisch-britischen Beziehungen von 1871 bis 1878 vor.
Von 1950 bis 1955 war Bloch Pariser Korrespondent der Histadrut-Zeitung Davar. 1955 wurde er Dozent für Französische und Deutsche Geschichte an der Universität Tel Aviv. In den 1970er Jahren beteiligte er sich dort auch an der Gründung des Instituts für Deutsche Geschichte. Seit 1969 war Bloch zugleich Dozent für Deutsche Geschichte an der Universität in Nanterre. Nach seiner Emeritierung nahm er für das Sommersemester 1987 eine Gastprofessur an der Universität Bonn an. Aufgrund einer schweren Krankheit musste er nach Paris zurückkehren, wo er 1987 verstarb.

## Schriften

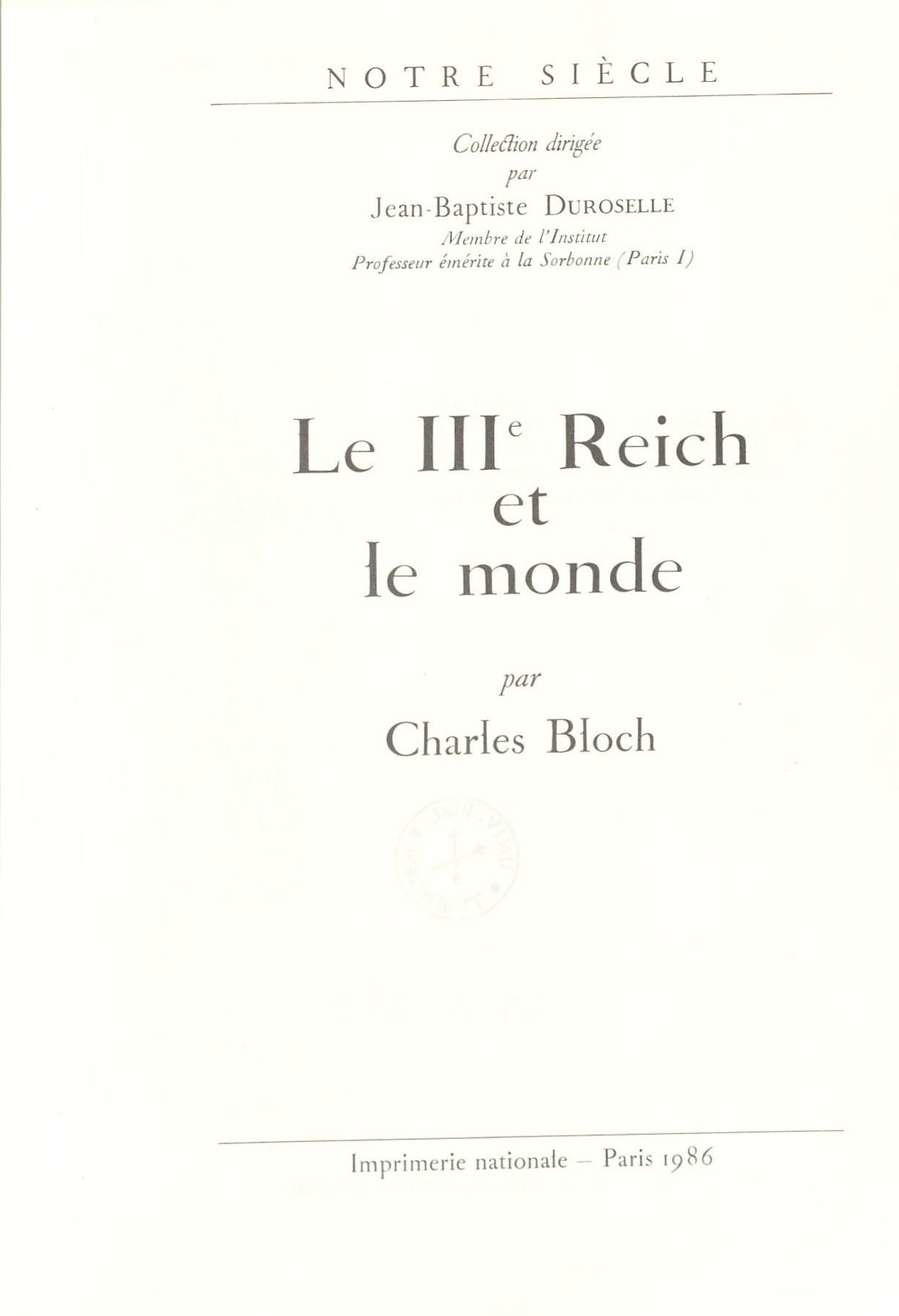
Le III^{e} Reich et le monde (1986)

- Les relations entre la France et la Grande-Bretagne 1871–1878. Editions internationales, Paris 1955.
- München 1938. England zwischen Hitler und Preußen. Europäische Verlagsanstalt, Frankfurt am Main 1965 (zusammen mit Bernd-Jürgen Wendt und Fritz Fischer).
- Hitler und die europäischen Mächte 1933/1934. Kontinuität oder Bruch. Europäische Verlagsanstalt, Frankfurt am Main 1966.
- Die SA und die Krise des NS-Regimes 1934. Suhrkamp, Frankfurt am Main 1970 (frz. Ausgabe: La Nuit des longs couteaux. 30 juin 1934: Hitler liquide les siens. Julliard, Paris 1967.).
- Die Dritte Französische Republik. Entwicklung und Kampf einer parlamentarischen Demokratie (1870–1940). Koehler, Stuttgart 1972.
- Das Dritte Reich und die Welt. Die deutsche Außenpolitik 1933–1945. Schöningh, Paderborn 1993 (frz. Ausgabe: Le IIIe Reich et le monde. Imprimerie nationale, Paris 1986.).